# 嫌疑事件簿
《嫌疑事件簿》（All Suspicious）是由香港電視娛樂製作的LARP類真人秀遊戲節目。節目由2021年6月14日至7月2日，逢星期一至五22:30－23:00，於ViuTV首播，並由談善言、張建聲、黃溢濠、鄧麗英、歐鎮灝、陳凱詠、李炘頤、顧定軒、陳海寧、湯駿業、梁雍婷、米露迪、易健兒、王雍泰主演。本節目由「WeChat Pay HK」特約贊助。

## 每集一覽
| 集數 | 播映日期 | 主題           | 演出者                                                         |
| 1    | 6月14日  | 渡假村殺人事件 | 談善言、張建聲、黃溢濠、鄧麗英、歐鎮灝、陳凱詠、李炘頤、米露迪 |
| 2    | 6月15日  | 渡假村殺人事件 | 談善言、張建聲、黃溢濠、鄧麗英、歐鎮灝、陳凱詠、李炘頤、米露迪 |
| 3    | 6月16日  | 渡假村殺人事件 | 談善言、張建聲、黃溢濠、鄧麗英、歐鎮灝、陳凱詠、李炘頤、米露迪 |
| 4    | 6月17日  | 畫展作品失蹤案 | 談善言、張建聲、黃溢濠、鄧麗英、歐鎮灝、陳凱詠、王雍泰、梁雍婷 |
| 5    | 6月18日  | 畫展作品失蹤案 | 談善言、張建聲、黃溢濠、鄧麗英、歐鎮灝、陳凱詠、王雍泰、梁雍婷 |
| 6    | 6月21日  | 畫展作品失蹤案 | 談善言、張建聲、黃溢濠、鄧麗英、歐鎮灝、陳凱詠、王雍泰、梁雍婷 |
| 7    | 6月22日  | 校園靈異簿     | 談善言、張建聲、黃溢濠、鄧麗英、歐鎮灝、易健兒                 |
| 8    | 6月23日  | 校園靈異簿     | 談善言、張建聲、黃溢濠、鄧麗英、歐鎮灝、易健兒                 |
| 9    | 6月24日  | 酒店桃色篇     | 談善言、張建聲、黃溢濠、鄧麗英、歐鎮灝、陳凱詠                 |
| 10   | 6月25日  | 酒店桃色篇     | 談善言、張建聲、黃溢濠、鄧麗英、歐鎮灝、陳凱詠                 |
| 11   | 6月28日  | 電視台炸彈案   | 談善言、黃溢濠、鄧麗英、歐鎮灝、陳凱詠、湯駿業                 |
| 12   | 6月29日  | 電視台炸彈案   | 談善言、黃溢濠、鄧麗英、歐鎮灝、陳凱詠、湯駿業                 |
| 13   | 6月30日  | 話劇社殺人事件 | 談善言、黃溢濠、歐鎮灝、陳凱詠、王雍泰、梁雍婷、顧定軒、陳海寧 |
| 14   | 7月1日   | 話劇社殺人事件 | 談善言、黃溢濠、歐鎮灝、陳凱詠、王雍泰、梁雍婷、顧定軒、陳海寧 |
| 15   | 7月2日   | 話劇社殺人事件 | 談善言、黃溢濠、歐鎮灝、陳凱詠、王雍泰、梁雍婷、顧定軒、陳海寧 |

## 每集內容

#### 渡假村殺人事件（第1-3集）
| 演員                                | 角色     | 備註 | 角色房間線索                                                            |
| 談善言                              | 阿欣     | Apple和Nicole之好友 性格安靜寡言 和阿霖有神秘關係，曾被其指揮進入死者房間做事，聽到房內有其他女性出現 第3集證實暗戀阿霖 第3集證實在事發當晚10點半曾進入阿民房間，在其水中下「乖乖水」並破壞廁所水喉                                                | 奇怪言情小說（書名：先生你好曳） 工具箱 乖乖水（迷暈藥）                |
| 張建聲                              | 偉哥     | Apple的親生哥哥 與其他人互不相識 曾派私家偵探跟蹤阿民 於第2集和Nicole結盟 第3集透露曾在事發當晚11點目睹阿民已躺在床上，房內有一女子在洗澡 第3集自首事發當晚曾毆打阿民                                                                              | 迷暈藥 死者照片 私家偵探名片                                            |
| 黃溢濠                              | 阿霖     | Jonathan和阿民之好友 出身草根 和阿欣有神秘關係，曾指揮阿欣進入死者房間做某些事 知道阿民對苯敏感 事發當晚曾向阿民潑黃色油漆 第3集透露有把柄在阿民手上（把柄為不雅照片） 第3集被揭發事發當晚11點不在房 第3集被揭發父親過世後對Jonathan和阿民性情大變 | 勞工手套 天拿水 與老人的合照（第3集證實老人是其父） 大背包              |
| 鄧麗英                              | Ling     | 孫氏集團太子女 Jonathan之未婚妻 事發前一晚曾和Jonathan吵架 與“Man”有染，第2集證實Man是阿民，但只為刺激Jonathan，和阿民沒有發生關係 | 酒店VIP卡 Yuki曾使用過的披肩 繩索 避孕藥和女性用品                      |
| 歐鎮灝                              | Jonathan | 劉家集團少爺 Ling之未婚夫 阿民和阿霖之好友 事發前一晚和Ling曾吵架 於第2集證實和Apple發生關係導致她懷孕，並打算向她求婚 知道阿民對苯敏感 | 求婚戒指 關於油漆的備忘                                                 |
| 陳凱詠                              | Apple    | 阿欣和Nicole之好友 阿偉的親生妹妹 曾被侵犯，因姦懷孕，第2集證實經手人是Jonathan 事發當晚曾進入阿民房間，但辯稱是進錯房間 第3集透露事發當晚11點曾打算找阿霖，但他不在房                                                                             | 不知名人士寫給Apple的字條 驗孕棒連包裝 行事曆（附帶資料：本月沒有月經） |
| 李炘頤                              | Nicole   | 學校女神 阿欣和Apple之好友 於第2集和偉哥結盟 | 可疑的電腦                                                              |
| 米露迪                              | Yuki     | 阿民的女友（曾經為其PTGF） 與其他人互不相識 不知道阿民對苯敏感 知道阿民掌握阿霖把柄 第3集透露曾喝過阿民床頭的水後感暈眩 |                                                                         |
| 張鴻熙 （只於照片及回憶片段中出現） | 阿民     | 曹氏集團少爺 Yuki的男友（曾經是其客人） Jonathan和阿霖之好友 死者（屍體特徵：身上有瘀傷、雙眼微絲血管破裂、嘴唇發紫、身上被潑黃色油漆） 對苯過敏                                                                                                   | 迷暈水 大量女性裸照                                                     |
| 陳炳銓                              | Alfred   | 管家兼保鏢 首先發現死者阿民的人 |                                                                         |

- 投票結果：阿霖5票，Yuki 1票，偉哥2票
- 死者死因：過敏致死（對含苯油漆過敏）
- 兇手（凶器）：阿霖（含苯油漆）
- 兇手動機：阿霖父親是曹氏集團司機，在一次意外中為保護阿民而失去右腳，曹家因而負責供養阿霖及其父親。阿民知道曹家是阿霖的經濟之柱，所以一直戲弄阿霖，並用盡方法趕走他身邊的人，阿霖長期受身心靈虐待。直到阿霖父親因病去世，他終於擺脫枷鎖，決定向阿民復仇。
- 真相：阿霖預早潛入渡假村，將會令阿民過敏的油漆混入玩遊戲時會使用的安全油漆裏。事發當晚，阿霖作弊勝出遊戲，順勢將含有苯的油漆潑到阿民身上作為懲罰。阿霖事前遊說對自己有好感的阿欣，以作弄為由，向阿民床頭的水下迷暈藥，並破壞其房間的淋浴設施。因此，敏感發作的阿民無法用水沖走身上的致敏油漆，同時在藥物的影響下，沒有力氣走出房間求救，最終失救而死。
- 結局：阿霖謀殺罪成，被判監禁。阿欣定時探望阿霖，兩人逐漸互生情愫。Apple為了不介入Jonathan的感情，決定獨力撫養孩子。偉哥努力賺錢，希望令Apple與其孩子生活得更好。Jonathan和Ling順應婚約，維持政治聯姻。Nicole雖感事有蹊蹺，但沒辦法追查下去。眾人因知悉Yuki曾是兼職女友，沒有再與其有交集。

#### 畫廊作品失蹤案（第4-6集）
| 演員   | 角色   | 備註 |
| 談善言 | 劉善言 | 劉家大小姐，劉孝言（未出現角色）之長女，劉佐治之姊，孫麗英之弟媳 僱用Jace以圖奪走《家》 |
| 張建聲 | 張建聲 | 富家子弟（假扮，真身為小混混） 第4集收藏了一張合約，聲稱是自己的，合約上化名張大舊 第6集和劉佐治相認是偷畫人，並帶來陳溢濠出世紙 支線任務：偷走名畫《十三支花，誰能偷到此畫便能聲名大噪》（第6集成功）、賺取大量金錢（第6集成功賺取3040萬）                                                             |
| 黃溢濠 | 陳溢濠 | 鑑畫師 支線任務：找到自己的出世紙（第6集成功，並證實其有劉家血統，是劉孝言和陳以文之子） 角色技能：鑑畫 |
| 鄧麗英 | 孫麗英 | 劉家媳婦，劉佐治之妻 第5集證實劉佐治非劉孝言親生 第6集成功拉攏陳溢濠和阿隆 支線任務：毒殺劉善言（第6集失敗） |
| 歐鎮灝 | 劉佐治 | 劉家少爺，劉孝言之幼子，劉善言之弟，孫麗英之丈夫 第5集透露派人竊畫 第5集被孫麗英證實非劉孝言親生 第6集發現與Rachel是同父異母姊弟關係 支線任務：和偷畫人相認（第6集成功） |
| 陳凱詠 | Jace   | 畫商 受劉善言委託奪走《家》 角色技能：鑑畫 |
| 王雍泰 | 阿隆   | 畫展保安，實為怪盗人中 |
| 梁雍婷 | 梁雍婷 | Rachel 劉家法律顧問兼管家 父親原為劉家管家，因其中風入院而接任 於第5集透露自己是父親和劉孝言妻子私生女 第5集透露將在畫展後宣讀劉孝言遺囑 第6集透露與劉佐治是同父異母姊弟關係 支線任務：找到遺囑密碼並將偽造遺囑調包並宣讀其（第6集成功，密碼：陳溢濠生日日期－109） 角色技能：改動遺囑（第6集發動成功） |

- 投票結果：陳溢濠5票、劉善言1票、梁雍婷1票
- 真相：阿隆為怪盜人中真身，為盜走《家》，先低價買入《貓》，再偽裝成畫展保安人員，盜走《家》的真跡藏於《貓》中，以假畫替代，打算趁機運走。與此同時，劉善言和劉佐治分別派Jace奪畫和張建聲盜畫，張建聲陰差陽錯下，盜走了《貓》，同時盜走《十三支花，誰能偷到此畫便能聲名大噪》。
- 結局：梁雍婷成功宣讀偽造遺囑，將劉家遺產轉移至長子，即陳溢濠。劉善言一怒之下，撕毀陳溢濠出世紙。陳溢濠在爭產中亦被指證為盜畫人被捕，讓阿隆趁機逃脫。而劉佐治則因證實和劉家無血緣關係一無所有，妻子孫麗英打算毒殺劉善言以取得劉家遺產的計畫亦落空。

#### 校園靈異簿（第7-8集）
- 第一階段：逃出神秘空間（方法：啟動生啤喚鬼陣[註 1]）（第7集成功）
- 第二階段：活著離開校園（方法：找到殺死王Sir的真兇、兇手填命）（第8集成功）

| 演員                               | 角色   | 備註 |
| 談善言                             | 何綺談 | 鬼怪研究學會成員 孫麗英助手 第7集被揭發和周日豪有毒品交易                                                                                              |
| 張建聲                             | 許建聲 | 副校長 膽小，對孫麗英異常服從 手臂上有奇怪的紅色手印                                                                                                   |
| 黃溢濠                             | 周日豪 | 鬼怪研究學會成員 收風達人 第7集被揭發和何綺談有毒品交易                                                                                                |
| 鄧麗英                             | 孫麗英 | 鬼怪研究學會會長 父親曾出資興建學校 第8集因被George下咒而愛上其                                                                                        |
| 歐鎮灝                             | 歐鎮康 | George 鬼怪研究學會成員 第8集承認暗戀孫麗英 支線任務：對孫麗英下愛情生比特魔咒，令孫麗英愛上其（第8集成功）                                            |
| 易健兒                             | 易健兒 | Creamy 鬼怪研究學會成員 窮學生 第7集被孫麗英揭發和王Sir發展師生戀 第7集被揭發替周日豪和何綺談販毒 支線任務：不被許副校長得知與王Sir的關係（第7集失敗） |
| Sunny （只於照片及回憶片段中出現） | 王Sir  | 鬼怪研究學會顧問老師 死者 第7集被孫麗英揭發和Creamy是師生戀關係                                                                                        |

- 投票結果：許建聲4票、孫麗英2票
- 死者死因：失足墮樓
- 兇手動機：許建聲為校內副校長，原為下任校長人選，但新來的王Sir因其奇佳的辦事能力被迅速內定為下任校長。許建聲討好孫麗英卻依然無法令自己更易奪得下任校長之位，因而懷恨在心。
- 真相：孫麗英發現王Sir和Creamy的師生戀情，以此為把柄經常捉弄他們。案發當日，孫麗英和何綺談設局要王Sir取得懸掛在天台外的飯盒，令他意外失足掉下。許建聲及時救助，王Sir感激卻說出明年將擔任校長的消息，刺激到許建聲，因此怒火中燒並把心一橫鬆手，令王Sir墮樓身亡。
- 結局：許建聲自殺填命，眾人成功逃出校園。孫麗英發現學校仍存在很多不法之事，決定加強監察全校師生；並報警拘捕於校內販毒的何綺談和周日豪，前者被判入戒毒所，後者則被判入獄。周日豪在獄中周旋於不同勢力之間，生活如魚得水。Creamy因王Sir的死大受打擊，經常與幻想中的王Sir對話。George拜入不同巫術派別門下學習，成為新一代的驅魔大師。

備註：
1. ↑  方法：把小八卦放在中間，以三人分別手執三清鈴、狼牙火焰旗、拂塵，分站三角，念出咒語「嘰哩咕嚕嘰」
2. ↑  方法：把自己的三根頭髮和喜歡的人的三根頭髮綁在一起，在布偶（偵探生Bear）上貼上心上人的照片和頭髮，再親吻布偶3次

#### 酒店桃色篇（第9-10集）
- 本集任務：找出溢濠和Jace房間內可疑安全套的使用者（成功），並找出令溢濠暈倒在房內的人（失敗）

| 演員   | 角色   | 備註 | 角色房間線索 |
| 談善言 | 阿談   | 律師（真正身份為特工） 阿聲之妻 有偷竊癖好 第10集自首和溢濠發生關係，並拿出親密照佐證 支線任務：偷取「黃金蘋果批報告」（失敗） 角色技能：迷暈噴霧（被噴者會暈倒3分鐘，第9集對Jace使用，第10集對溢濠和麗英使用）、破解密碼的USB（第9集成功破解溢濠的電腦） | 4301號房 開鎖器具 多本假護照 離婚證書 電腦USB 在溢濠和Jace房間發現的同款可疑安全套 傳呼機 阿談的行程簿                                                           |
| 張建聲 | 阿聲   | 餐廳企業代理人（真正身份為特工） 阿談之丈夫 聲稱腦內有晶片 第9集懷疑阿談和溢濠有關係 支線任務：偷取「黃金蘋果批報告」（失敗）、找尋阿談可能出軌的證據 角色技能：破解密碼的USB                                                                             | 4301號房 開鎖器具 多本假護照 離婚證書 電腦USB 在溢濠和Jace房間發現的同款可疑安全套 傳呼機 阿談的行程簿                                                           |
| 鄧麗英 | 麗英   | 分子料理科學家 George之女友 成功研究黃金蘋果蛋糕 第9集透露曾在事發當晚9點目睹阿聲從溢濠房間走出來 第10集被阿談使用迷暈噴霧迷暈3分鐘 | 4310號房 胃藥 麗英的身體檢查報告 「黃金蘋果批」報告 |
| 歐鎮灝 | George | 分子料理科學家（偽造學歷） 麗英之男友 為了偷取報告而接近麗英 | 4310號房 胃藥 麗英的身體檢查報告 「黃金蘋果批」報告 |
| 黃溢濠 | 溢濠   | 分子料理科學家 Jace之未婚夫 成功研究黃金蘋果批 第10集被阿談使用迷暈噴霧迷暈3分鐘 支線任務：偷取「黃金蘋果批報告」 | 4307號房 溢濠的電腦（需要密碼開啟）（沒有重要資料，只是用作觀看Chill Club） Jace從健身房拾起的筆記簿（需要麗英的指紋開啟）（筆記簿為麗英的「黃金蘋果蛋糕報告」） |
| 陳凱詠 | Jace   | 待業人士 溢濠之未婚妻 第9集透露事發當晚洗澡時聽見開門聲，唯當時溢濠並不在房內 第9集被阿談使用迷暈噴霧迷暈3分鐘 | 4307號房 溢濠的電腦（需要密碼開啟）（沒有重要資料，只是用作觀看Chill Club） Jace從健身房拾起的筆記簿（需要麗英的指紋開啟）（筆記簿為麗英的「黃金蘋果蛋糕報告」） |

- 投票結果：George 4票、阿聲2票
- 兇手：阿聲
- 真相：阿談為偷取「黃金蘋果批報告」，色誘溢濠，但被阿聲知悉。阿聲為報復在安全套上下毒，令溢濠使用後中毒暈倒。
- 結局：三對情侶不歡而散。

#### 電視台炸彈案（第11-12集）
| 演員                               | 角色    | 備註 |
| 談善言                             | 阿談    | 節目監製 AhDee之妻，曾育有一女向Dr. Fat求醫但被拒絕，最終病逝 出品大量王牌節目                                                                             |
| 湯駿業                             | AhDee   | 燈光師 阿談之丈夫，曾育有一女向Dr. Fat求醫但被拒絕，最終病逝 曾獲國際獎項 於第12集自首製作假炸彈恐嚇Dr. Fat                                                |
| 黃溢濠                             | 溢濠    | 節目導演 負責《今晚生啤夜唔夜》 於第11集聲稱朋友疑似被Dr. Fat性騷擾而自殺身亡                                                                              |
| 鄧麗英                             | 麗英    | 節目主持 電視台一姐 George之女友，但和Dr. Fat外遇並珠胎暗結 與Jace不和 於第12集向George提出分手                                                            |
| 歐鎮灝                             | George  | 節目PA 麗英之男友 曾派私家偵探調查麗英，發現麗英和Dr. Fat關係親暱                                                                                          |
| 陳凱詠                             | Jace    | 藝人 曾患心臟疾病，接受Dr. Fat治療後康復，但後來在第11集透露插隊向其求醫，並不知間接令阿談和AhDee的女兒因病失救而死 與麗英不和 曾與Dr. Fat傳出緋聞，後否認 |
| 梁 業 （只於照片及回憶片段中出現） | Dr. Fat | 神之手 醫生 成功治療Jace後，與其傳出緋聞，被對方否認 於第11集被發現是麗英的外遇對象                                                                        |

- 投票結果：阿談3票、麗英2票、George 1票
- 兇手：George
- 真相：George在電視台任職5年，因常得罪人地位未有擢升，常來探班的女友麗英卻受發掘成為電視節目主持，和多位男明星及男名人來往密切。這令George十分妒忌，遂找私家偵探調查，發現麗英和Dr. Fat多次出入時鐘酒店。George為報復，製作炸彈藏於錄影廠欲炸死二人。而在藝人化妝間發現的炸彈則是假炸彈，由AhDee以麵粉製作，目的為威脅Dr. Fat，無意傷害他人。
- 結局：假炸彈和真炸彈於第12集被拆彈專家潘乘風成功拆除。阿談把罪名攬上身向警方自首，最終因證據不足被判無罪。溢濠對朋友的死難以忘懷，出國進修。Jace因和麗英不和，星途一落千丈。麗英則認清Dr. Fat真面目，和其分手重投George懷抱。George則成功逃離法網，和麗英生活下去。

#### 話劇社殺人事件（第13-15集）
| 演員                                | 角色     | 備註 |
| 談善言                              | 談善言   | 話劇社演員 黃溢濠之前度 Jace之好友 於第13集透露父親不久前去世 於第13集謊稱事發早上曾見過Phoebus並談話，模糊其死亡時間                                                                           |
| 黃溢濠                              | 黃溢濠   | 編劇 談善言之前度 於第14集與阿泰結盟，第15集決裂 |
| 歐鎮灝                              | George   | 話劇社演員 男團P1X3L成員 鍾情麗英 |
| 陳凱詠                              | Jace     | 話劇社演員 Zeno之女友 談善言之好友 於第14集跟Zeno發現8號房內有含毒針的羽毛球 |
| 王雍泰                              | 阿泰     | 導演 Myrilla之兄 曾借用課室鎖匙 於第14集與黃溢濠結盟，第15集決裂 |
| 梁雍婷                              | Rachel   | 話劇社演員 Pheobus之女友 劇本原為Rachel扮演中毒暈倒 事發日早上曾被目睹整理道具 於第15集自首把道具刀換成真刀，目的是借Zeno之手殺死Myrilla                                                        |
| 顧定軒                              | Zeno     | 話劇社演員 Jace之男友 劇本原為Zeno拿道具刀扮演插死Myrilla，唯道具刀現變成了真刀 於第14集跟Jace發現8號房內有含毒針的羽毛球                                                                       |
| 陳海寧                              | Isabella | 話劇社演員 男團P1X3L瘋狂粉絲 |
| 李文意 （只於照片及回憶片段中出現） | Myrilla  | My叔 阿泰之妹妹 與Phoebus有染 首名死者，死亡過程被眾人目擊 死因：喝下毒酒中毒身亡 |
| 吳啟洋 （只於照片及回憶片段中出現） | Phoebus  | 話劇社道具組 男團P1X3L成員 Rachel之男友 與Myrilla有染 死者，在Myrilla死後被發現陳屍於廁所（屍體特徵：嘴唇發紫、全身濕透、手指有針孔、指甲發紫） 身旁有遺書一張承認殺死Myrilla和Marco 死因：中毒 |
| 葉振弘 （只於照片及回憶片段中出現） | Marco    | 話劇社道具組 男團P1X3L成員 死者，在Myrilla死後被發現陳屍於廁所（屍體特徵：心口有刀傷、屍身發漲、全身濕透） 死因：刀傷                                                                           |

- 投票結果：
  - 殺害Phoebus兇手：Marco 7票、談善言1票
  - 殺害Myrilla兇手：Rachel 3票、Marco 2票、George 2票
  - 殺害Marco兇手：Rachel 3票、談善言2票、阿泰1票
- 兇手（施害對象及方式）：
  - Marco（受談善言指使於羽毛球內放入毒針導致Phoebus接觸時中毒身亡）
  - 談善言（指揮Marco毒殺Phoebus、用刀插死Marco、於飲品中下毒令Myrilla喝下中毒身亡）
- 兇手動機：Myrilla、Phoebus、Marco一起研發新藥物，在談善言父親身上試驗，導致他死亡。談善言為復仇，計劃除掉三人。
- 真相：談善言先在試膽大會的順序做手腳，令最後出發的三人依次為談善言、Phoebus、Marco。她於試膽大會前指使Marco將帶毒針的羽毛球放入8號房，並在出發後把原訂大家會進入的7號房上鎖，引下一個進行試膽的Phoebus進入8號房，被帶毒針的羽毛球刺傷中毒而死。最後出發進行試膽的Marco其後還原7號及8號房，並把Phoebus屍體移到廁所。談善言尾隨刺死Marco，放下捏造的遺書偽裝成是Phoebus殺害Marco和Myrilla。最後，談善言在劇本做手腳，指揮Myrilla喝下放置中央的毒酒，令其中毒身亡。
- 結局：兇手逃脫

## 收視
| 集數   | 播映日期                     | 電視直播收視 | 備註   |
| 1－5   | 2021年6月14日－2021年6月18日 | 3.6點        | [ 10 ] |
| 6－10  | 2021年6月21日－2021年6月25日 | 2.2點        | [ 11 ] |
| 11－15 | 2021年6月28日－2021年7月2日  | 3.4點        | [ 12 ] |

## 記事
- 2021年2月：節目進行演員試鏡。[13]
- 2021年3月：節目開始拍攝。
- 2021年6月8日：所有節目演出者（除王雍泰外）於九龍灣ViuTV錄影廠出席記者會，由虞逸峯擔任司儀。[14]
- 2021年7月2日：節目播映完畢半小時後，談善言、張建聲、黃溢濠、鄧麗英、歐鎮灝、陳凱詠、王雍泰及梁雍婷在ViuTV Facebook專頁透過Zoom進行直播，討論拍攝時的趣事和解答觀眾問題。[15]

## 競爭對手
- 無綫電視由2021年6月14日至18日相同時段於翡翠台首播的《死因有可疑》。

## 外部連結
- ViuTV：嫌疑事件簿 （页面存档备份，存于）

## 電視節目的變遷
| 香港 ViuTV 星期一至五 22:30－23:00          | 香港 ViuTV 星期一至五 22:30－23:00         | 香港 ViuTV 星期一至五 22:30－23:00 |
| ------------------------------------------- | ------------------------------------------ | ---------------------------------- |
|                                             | 嫌疑事件簿 （2021年6月14日－2021年7月2日） |                                    |
| 中女唔易做 （2021年5月24日－2021年6月11日） | （2021年7月5日－2021年7月16日）            |                                    |